# Perpignan
Perpignan (katalonsko Perpinyà; špansko Perpiñán, katalonsko Perpinyà) je mesto in občina v južni francoski regiji Oksitaniji oz. nekdanji regiji Languedoc-Roussillon, prefektura departmaja Vzhodni Pireneji. Perpignan je bil glavno mesto nekdanje province in grofije Roussillon (francoska oz. severna Katalonija), kot tudi glavno mesto katalonske komarče Rosselló. Leta 2021 je mesto imelo okoli 119.656 prebivalcev.
Mesto je znano tudi po mednarodnem festivalu fotoreporterstva, srednjeveških Trobadah in večstoletni industriji granatov.

## Geografija
Perpignan leži v središču nižine Roussillon, 13 km zahodno od sredozemske obale. Je najjužnejše mesto metropolitanske Francije. Je važno železniško križišče med Barcelono in Narbonnom. Severovzhodno od njega se nahaja letališče Perpignan-Rivesaltes.
- Zemljevid Perpignana in okoliških občin
- Lokacija znotraj Pyrénées-Orientales.

## Administracija
Perpignan je sedež šestih kantonov:
- Perpignan-1; zajema severni del občine Perpignan. Ob reorganizaciji francoskega kantona, ki je začela veljati marca 2015, se je kanton povečal.
- Perpignan-2; kanton je bil razširjen z 1 na 4 občine: Bompas, Perpignan (vzhodni del), Sainte-Marie-la-Mer, Villelongue-de-la-Salanque
- Perpignan-3; kanton vključuje občino Cabestany in jugovzhodni del Perpignana.
- Perpignan-4; zajema osrednji in južni del občine Perpignan.
- Perpignan-5; kanton je bil razširjen z 1 na 2 občini: Canohès, Perpignan (jugozahodni del)
- Perpignan-6; kanton je bil razširjen z 1 na 2 občini: Perpignan (zahodni del), Toulouges

## Zgodovina
Čeprav naselitev ozemlja sega še v rimski čas, pa je sam kraj prvič omenjen v dokumentu kot villa Perpiniarum šele leta 927. Kmalu zatem je Perpignan postal sedež rousillonskih grofov. Leta 1172 je bilo ozemlje z oporoko grofa Girarda II. predano grofom iz Barcelone. Leta 1197 je bila v Perpignanu ustanovljena delno avtonomna srednjeveška komuna. Francoske fevdalne pravice nad Roussillonom in samim krajem so bile s sporazumom v Corbeilu (1258) predane Aragoniji. Ob ustanovitvi kraljevine Majorce 1276 je Perpignan postal glavno mesto celinskega ozemlja novoustanovljene države. Ob vračanju domov z neuspešnega križarskega pohoda proti Aragoniji (1285) je v kraju umrl francoski kralj Filip III. V letu 1344 je bilo ozemlje ponovno vrnjeno barcelonskim grofom. Nekaj let zatem je ob izbruhu kuge kraj izgubil približno polovico vsega prebivalstva. Napaden in zavzet s strani francoskega kralja Ludvika XI. leta 1463 je bil kot sprava s Španijo pred napadom na Italijo ponovno vrnjen aragonski kroni v letu 1493. Ponovno oblegan in zavzet s strani Francije je bil Perpignan v času tridesetletne vojne septembra 1642, 17 let kasneje s Pirenejskim sporazumom pa tudi uradno predan Franciji.

## Znamenitosti
- Grad Majorških kraljev iz 13. stoletja
- gotska stolnica sv. Janeza Krstnika, Perpignan zgrajena med letoma 1324 in 1509, sedež prvotne škofije v Elnu, od 1602 v Perpignanu, francoski zgodovinski spomenik od 1906
- kastel Le Castillet (1368)

## Pobratena mesta
| - Hanover, Nemčija, od 1960 - Lancaster, Anglija, Združeno kraljestvo, od 1962 - Lake Charles, Louisiana, ZDA, od 1993 | - Sarasota, Florida, ZDA, od 1994 - Tyre, Libanon, od 1997 - Lleida, Katalonija, Španija, od 2005 |

Partnerska mesta
| - Girona, Katalonija, Španija, od 1988 - Barcelona, Katalonija, Španija, od 1994 - Figueres, Katalonija, Španija, od 1996 | - Ma'alot-Taršiha, Izrael, od 1998 - občina Tavira, Portugalska, od 2001 |